# Impellitteri
Impellitteri é uma banda de heavy metal estadunidense, formada pelo guitarrista Chris Impellitteri em 1987.

## Integrantes

### Membros atuais
- Chris Impellitteri - guitarra (1987 - presente)
- Rob Rock - vocal (1987, 1992 - 2000, 2008 - presente)
- James Amelio Pulli - baixo (1992 - presente)
- Jon Dette - bateria (2015 - presente)

### Ex-membros
- Loni Silva - bateria (1987)
- Graham Bonnet - vocal (1988, 2002)
- Chuck Wright - baixo (1988 - 1992)
- Dave Spitz - baixo (1988 - 1990)
- Phil Wolfe - teclado (1988)
- Pat Torpey - bateria (1988)
- Stet Howland - bateria (1988 - 1990?)
- Mark Weisz - vocal (1990)
- Ken Mary - bateria (1992 - 1998)
- Mark Bistany - bateria (1993)
- Edward Harris Roth - teclado (1996 - 2002)
- Glen Sobel - bateria (2000 - 2014)
- Curtis Skelton - vocal (2003 - 2008)

## Discografia
Álbuns
- Stand in Line  (1988)
- Grin and Bear it (1992)
- Answer to the Master  (1994)
- Screaming Symphony  (1996)
- Eye of the Hurricane  (1998)
- Crunch  (2000)
- System X - (2002)
- Pedal to the Metal  (2004)
- Wicked Maiden  (2009)
- Venom (2015)
- The Nature of the Beast (2018)

Coletâneas
- Faster than the Speed of Light

EPs
- Impellitteri (1987)
- Victim of the System (1993)
- Fuel for the Fire (1997)